# Robinwood
Robinwood és una concentració de població designada pel cens dels Estats Units a l'estat de Maryland. Segons el cens del 2000 tenia 4.731 habitants.

## Demografia
Segons el cens del 2000, Robinwood tenia 4.731 habitants, 1.918 habitatges, i 1.294 famílies. La densitat de població era de 484,5 habitants per km².
Dels 1.918 habitatges en un 32,5% hi vivien nens de menys de 18 anys, en un 55,6% hi vivien parelles casades, en un 8,7% dones solteres, i en un 32,5% no eren unitats familiars. En el 25,5% dels habitatges hi vivien persones soles el 9,7% de les quals corresponia a persones de 65 anys o més que vivien soles. El nombre mitjà de persones vivint en cada habitatge era de 2,45 i el nombre mitjà de persones que vivien en cada família era de 2,97.
Per edats la població es repartia de la següent manera: un 25% tenia menys de 18 anys, un 8,3% entre 18 i 24, un 29,8% entre 25 i 44, un 24% de 45 a 60 i un 12,9% 65 anys o més.
L'edat mediana era de 36 anys. Per cada 100 dones de 18 o més anys hi havia 89,6 homes.
La renda mediana per habitatge era de 50.615 $ i la renda mediana per família de 62.965 $. Els homes tenien una renda mediana de 38.000 $ mentre que les dones 30.404 $. La renda per capita de la població era de 26.608 $. Entorn del 2,6% de les famílies i el 6,3% de la població estaven per davall del llindar de pobresa.

## Poblacions més properes
El següent diagrama mostra les poblacions més properes.